# Tulpanfeber
Tulpanfeber (originaltitel: Tulip Fever) är en amerikansk-brittisk historisk dramafilm från 2017, regisserad av Justin Chadwick och producerad av Alison Owen. Manuset är av Sir Tom Stoppard och bygger på en roman av Deborah Moggach. Filmen hade världspremiär 13 augusti 2017, på Soho House i London.
Den handlar om en av de första spekulationsbubblorna i Nederländerna på 1630-talet, den så kallade tulpanmanin.
Filmen var den sista som producerades av Harvey Weinstein.

## Rollista i urval
- Alicia Vikander – Sophia
- Dane DeHaan – Jan Van Loos
- Zach Galifianakis – Gerrit
- Judi Dench – Abbedissan av St. Ursula
- Christoph Waltz – Cornelis Sandvoort
- Jack O'Connell – William
- Holliday Grainger – Maria
- Matthew Morrison – Mattheus
- Cara Delevingne – Henrietta
- Tom Hollander – Dr. Sorgh
- Cressida Bonas – Mrs. Steen
- Kevin McKidd – Johan De Bye
- David Harewood – Prater